# Hakea vittata
Hakea vittata (лат.) — кустарник, вид рода Хакея (Hakea) семейства Протейные (Proteaceae). Растёт на полуострове Эйр в горах Голер в Южной Австралии и в некоторых районах в восточной части Виктории. Цветёт с августа по ноябрь.

## Ботаническое описание
Hakea vittata — скрученный лигнотуберный кустарник высотой от 0,1 до 2 м. Белые гладкие веточки покрыты короткими мягкими волосками. Игольчатые листья длиной 2-8 см и шириной 0,8-1,5 мм являются гладкими и прямыми, заканчиваясь острой вершиной длиной 1-2,5 мм. Соцветие состоит из 8-14 красновато-белых цветков, появляющихся в пазухах листьев. Красно-коричневый основной цветочный стебель имеет длину 0,5-3 мм и покрыт короткими мягкими прилегающими волосками. Волоски продолжаются на отдельных цветочных стеблях длиной 2,5-0,35 мм. Чашелистики и лепестки белые и имеют длину 9,2-11,5 мм. Древесно-коричневый плод может быть гладким, морщинистым или бородавчатым, яйцевидной формы длиной от 1,3 до 2,4 см и шириной от 0,9 до 1,5 см, заканчиваясь небольшим волнообразным клювом, покрытым короткими выступающими рогами. Вид имеет две особенности, которые отличают его от других видов рода. Во-первых, это наличие галлов «помела ведьмы», где масса густых побегов растёт из одной точки. Во-вторых, плоды расщепляются мимо кончика семени только на стороне красно-коричневой деревянистой зоны. Цветёт с августа по ноябрь.

## Таксономия
Вид Hakea vittata был впервые официально описан шотландским ботаником Робертом Броуном в 1810 году как часть работы On the natural order of plants called Proteaceae, опубликованной в Transactions of the Linnean Society of London. Видовой эпитет — от латинского слова vittatus, означающего «продольно-полосатый», относящееся к рисунку на фрукте.
Единственным синонимом является Hakea vittata vittata.

## Распространение и местообитание
H. vittata встречается в южных районах Южной Австралии от острова Кенгуру и полуострова Флёрьё. Растёт в основном в песчаных кустарниковых палисандрах на известняке.